# Verwaltungsgericht Freiburg
Das Verwaltungsgericht Freiburg ist eines von vier Verwaltungsgerichten des Landes Baden-Württemberg.

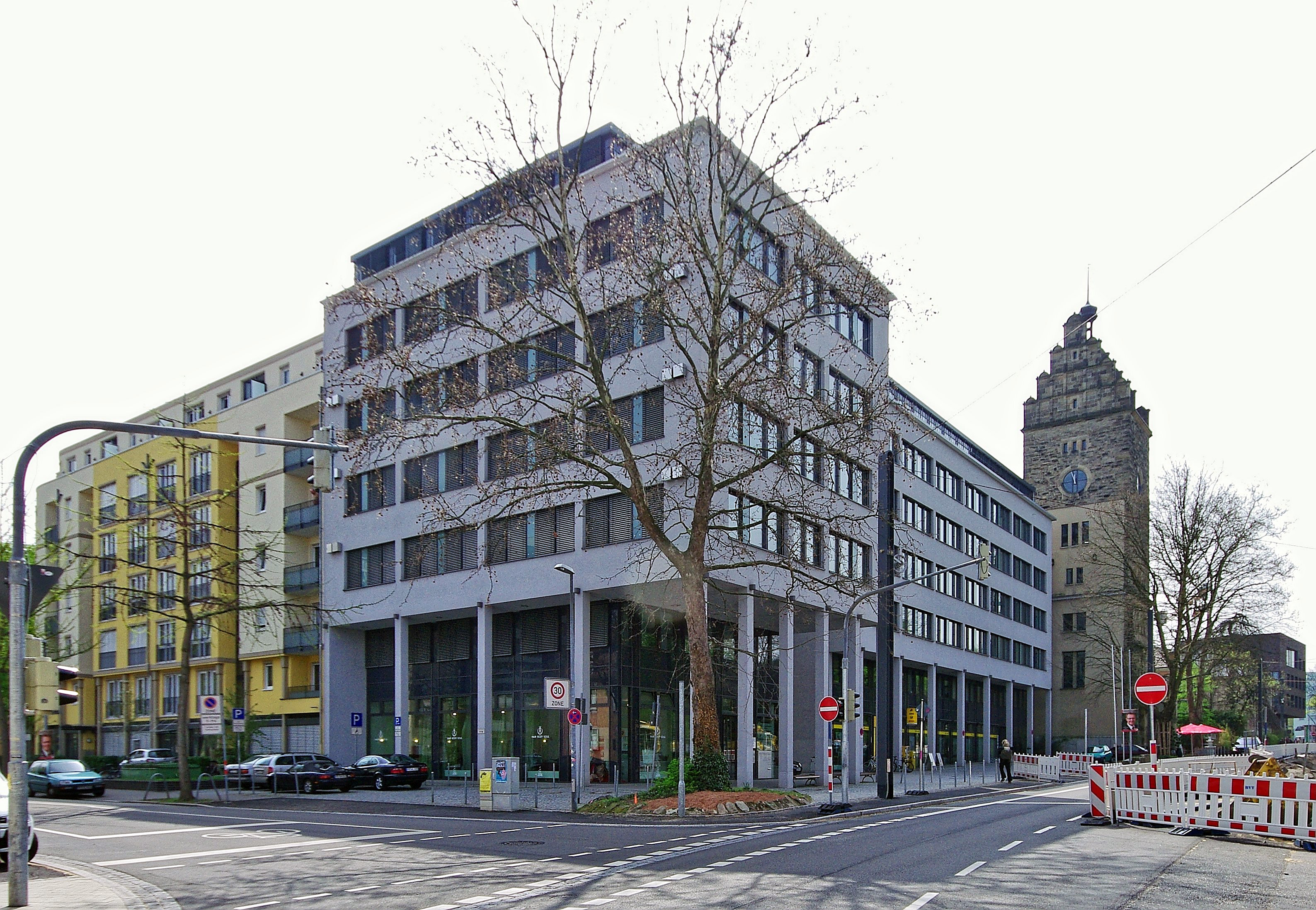
Hauptsitz an der Habsburgerstraße

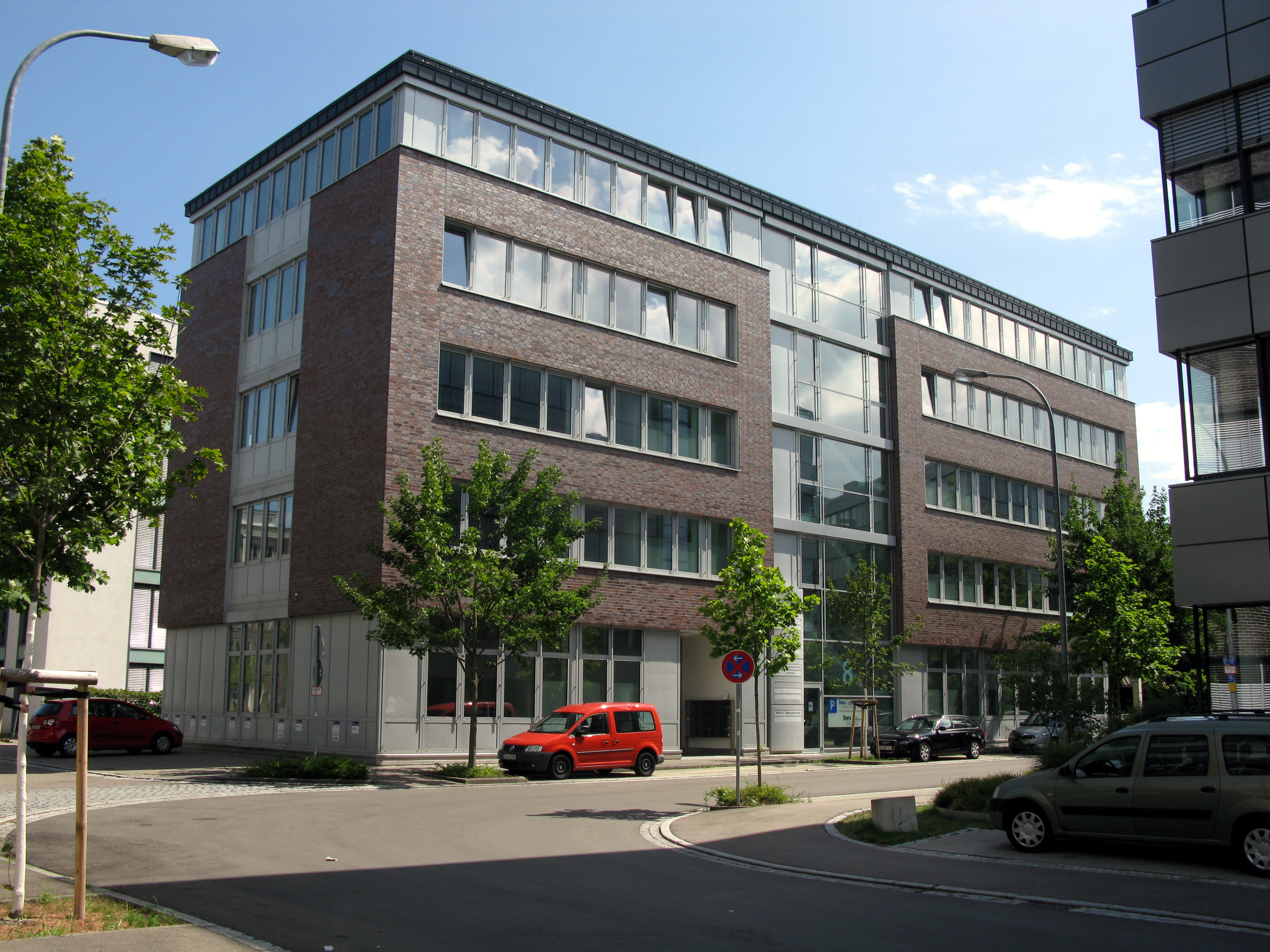
Nebenstelle in der Konrad-Goldmann-Straße 8

## Gerichtssitz und -bezirk
Das Verwaltungsgericht Freiburg hat seinen Sitz in Freiburg. Der Gerichtsbezirk erstreckt sich auf den Regierungsbezirk Freiburg. Dieser umfasst die drei Regionen Hochrhein-Bodensee, Südlicher Oberrhein und Schwarzwald-Baar-Heuberg.

## Instanzenzug
Das Gericht ist dem Verwaltungsgerichtshof Baden-Württemberg in Mannheim untergeordnet. Diesem wiederum ist das Bundesverwaltungsgericht übergeordnet.

## Geschichte
Durch Landesverordnung des Landes Baden wurden 1947 drei unterste Verwaltungsgerichte in Freiburg, Baden-Baden und Konstanz geschaffen. 1958 wurde jedem Regierungsbezirk in Baden-Württemberg ein Verwaltungsgericht zugeordnet. Das Verwaltungsgericht Freiburg war ab da für den Regierungsbezirk Südbaden zuständig. In der Nachkriegszeit hatte das Gericht vorübergehend zehn Kammern. Durch Zuständigkeitsverlagerungen an die Sozialgerichte sank die Zahl auf die heutigen sechs Kammern.

## Gerichtsgebäude
Zunächst wurde eine Geschäftsstelle im Landratsamt eingerichtet. Ende 1949 bezog das Gericht ein Gebäude in der Zasiusstraße. Es folgten mehrere Umzüge bis 1958 ein Gebäude in der Dreisamstraße Gerichtssitz wurde. 1978 folgte ein Anbau, zwischenzeitlich gab es Außenstellen in der Talstraße und der Basler Straße. Seit 2001 ist das Verwaltungsgericht gemeinsam mit dem Arbeitsgericht in einem Neubau auf dem ehemaligen Gelände des Kepler-Gymnasiums in der Habsburgerstraße untergebracht.
Das Verwaltungsgericht befindet sich direkt an der Haltestelle Tennenbacher Straße der Straßenbahnlinie 3. Eine Querstraße weiter nördlich befindet sich eine Station des Fahrradverleihsystems Frelo.
Wegen der Zunahme der Klagen von Asylbewerbern erhielt das für ganz Südbaden zuständige Gericht ab Juli 2019 vorübergehend zusätzliche Richterstellen. Die zusätzlichen Kammern waren bis Dezember 2022 in der Konrad-Goldmann-Straße 8 in der Unterwiehre untergebracht.